# Imprese, východ slunce
Imprese, východ slunce, v originále Impression, soleil levant, je obraz francouzského impresionistického malíře Clauda Moneta. Výraz označující umělecký směr impresionismu byl odvozen od jména tohoto obrazu.

## Historie
Obraz Imprese, východ slunce byl poprvé vystaven na první společné výstavě Sdružení umělců, malířů, sochařů a rytců (Société anonyme des artistes, peintres, sculpteurs et graveurs), z nichž se postupně vyvinuli impresionisté, v bývalém ateliéru fotografa Nadara v dubnu 1874. Nezávislé Sdružení mladých tvůrců, nespokojené s postojem oficiálního akademického Salonu, udělalo vlastní výstavu, kde chtělo prezentovat svůj nový pohled na umění. Avšak díla malířů Sdružení, mezi nimiž byli mimo jiné Monet, Degas, Cézanne, Renoir či Sisley, byla přijata negativně a s posměchem. Kritik časopisu Le Charivari Louis Leroy (také malíř žánrových obrazů a dramatik) v reakci na výstavu u Nadara publikoval článek s názvem Výstava impresionistů, ve kterém použil pro styl nových umělců pojmenování Impresionismus. K názvu článku a k výrazu „Impresionismus“ (imprese = dojem) jej inspiroval název Monetova obrazu Imprese, východ slunce. Tohoto výrazu užil hanlivě, umělcům Sdružení vytýkal, že jsou malíři pouhých dojmů a v souvislosti s Monetovým obrazem napsal:
| „             | Dojem – jak pravdivé! Zrovna jsem si říkal, že když na mne zapůsobil dojem, něco ho musí způsobit. Jaká to volná a bezstarostná práce štětcem! I tapety v surovém stavu jsou vypracovány dokonaleji než tento obraz moře! | “ |
| — Louis Leroy | |   |

Ani jiní neměli pro nový styl umění pochopení a výstava se proto setkala s nezdarem. Zatímco na oficiální Salon chodilo denně až deset tisíc návštěvníků, k Nadarovi přišlo první den 175 a poslední den pouze 54 návštěvníků. Sdružení muselo být proto téhož roku rozpuštěno, na dalším vývoji impresionismu to však nemělo velký vliv.

## Obraz
Dílo zachycuje časné ráno v severofrancouzském přístavu Le Havre. Přestože je obraz Monetem datován do roku 1872, práce na něm ukončil až v roce 1873, někdy se proto můžeme setkat i s tímto datem vzniku. Monet dělal při práci rychlé jemné dotyky štětce, dílo působí skicovitě a bezprostředně, z pohledu tehdejšího oficiálního umění až nedokončeně - to byla hlavní výtka soudobých kritiků, ovšem styl příznačný pro impresionisty. Jako Monet sám zdůraznil, obraz nezachycuje přesně samotný výjev, ale náladu (dojem), která na něj v daném okamžiku zapůsobila. V popředí lze rozpoznat tři čluny s veslaři na nepatrně zčeřené vodě, v pozadí jsou nezřetelně znát stěžně lodí a kouřící komíny.
Podle obrysů přístavu na horizontu obrazu lze rozeznat, že obraz byl namalován z okna Grand hotelu de l’Amirauté et de Paris na nábřeží Southampton v Le Havru.
Přestože mnoho obrazů na vůbec první výstavě pozdějších impresionistů nebyla úspěšná, obraz Imprese, východ slunce koupil Ernest Hoschedé, Monetův přítel a sběratel umění. V roce 1957 obraz koupilo Musée Marmottan Monet. Zde byl v roce 1985 ukraden zloději Philippem Jaminem a Youssefem Khimounem společně s dalšími čtyřmi obrazy od Moneta a jedním od Renoira. Obraz byl po pěti letech v roce 1990 získán zpět a od následujícího roku opět vystavován.